# Savigny-en-Revermont
Savigny-en-Revermont is een gemeente in het Franse departement Saône-et-Loire (regio Bourgogne-Franche-Comté). De plaats maakt deel uit van het arrondissement Louhans. Savigny-en-Revermont telde op 1 januari 2022 1.141 inwoners.

## Geografie
De oppervlakte van Savigny-en-Revermont bedroeg op 1 januari 2022 27,21 vierkante kilometer; de bevolkingsdichtheid was toen 41,9 inwoners per km².

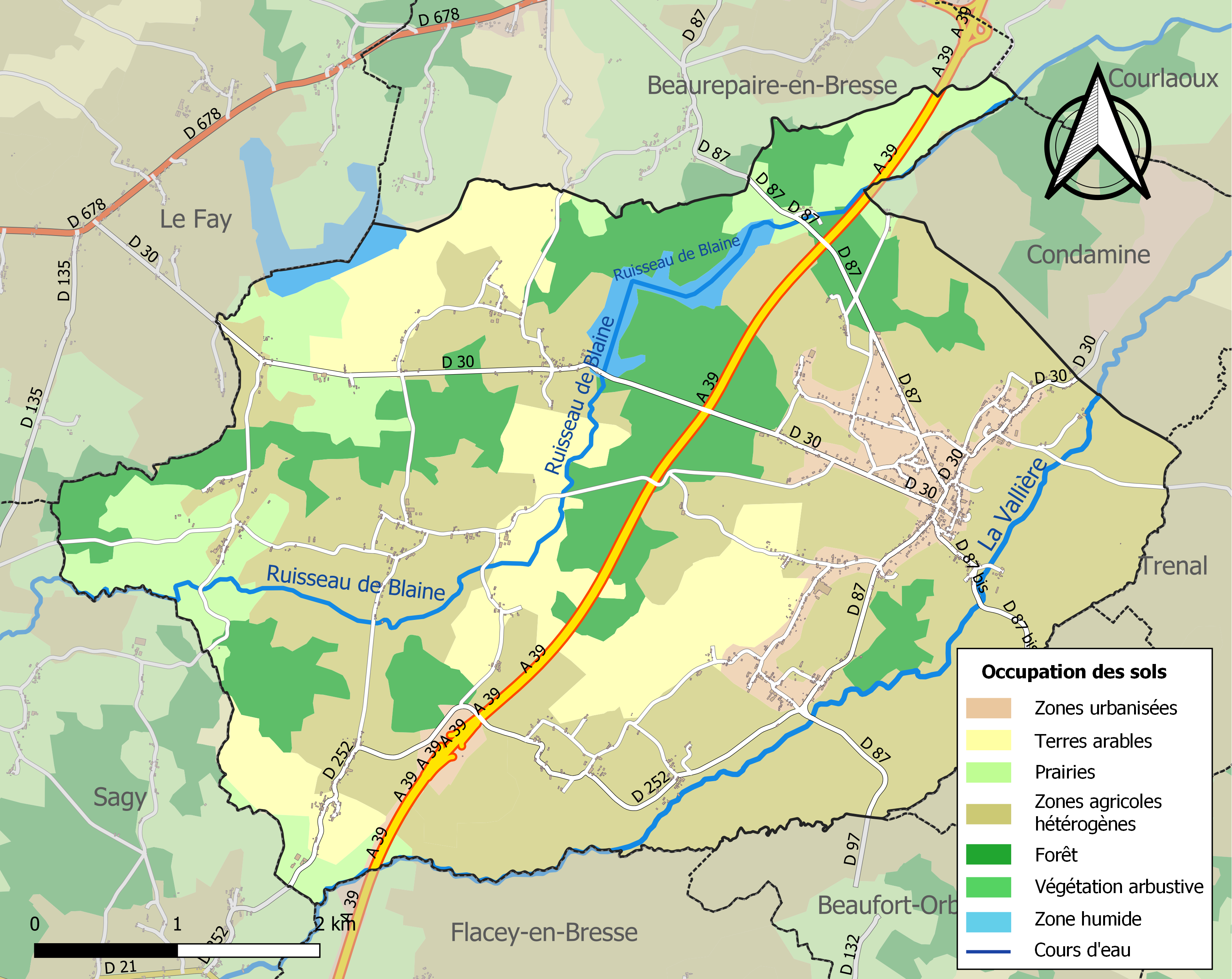
Kaart van de gemeente met de belangrijkste infrastructuur, bodemgebruik en omliggende gemeenten

## Demografie
Onderstaande figuur toont het verloop van het inwonertal (bron: INSEE-tellingen).